# Piedra de Huamanga

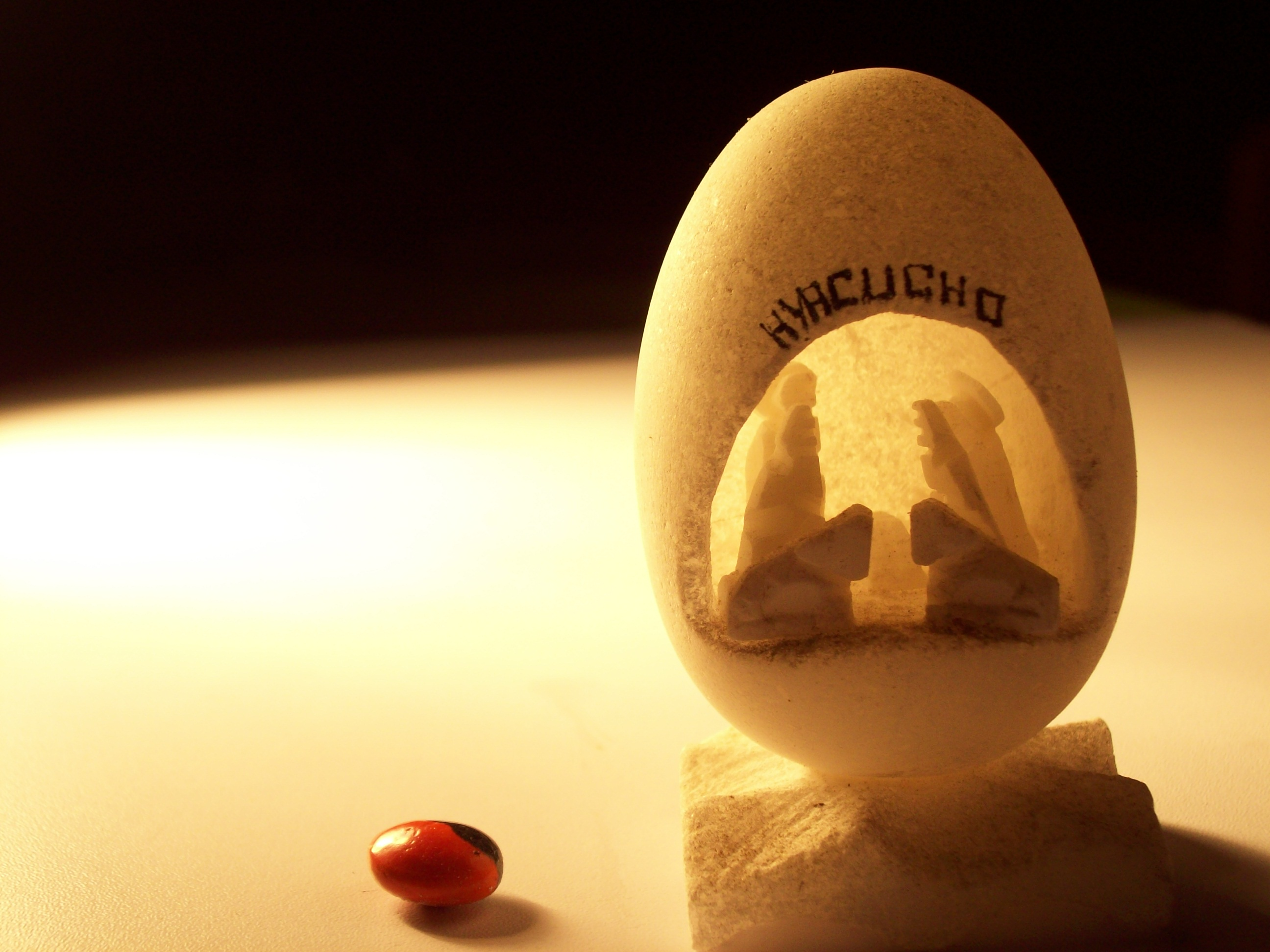
Nacimiento en el interior de un huevo en piedra de Huamanga, a la izquierda un huayruro.

La piedra de Huamanga es un tipo de alabastro (sulfato de cal) extraída de canteras ubicadas en los distritos de Pomabamba, Chacolla, Canchacancha y Chuschi, en la provincia de Cangallo, Perú. Obtuvo la denominación quechua de niño rumi (piedra de niño) en alusión a las esculturas religiosas del niño Jesús que proliferaron en la época virreinal, y por su fragilidad. También es conocida como berenguela y sustituye al mármol occidental. El tallado en piedra de Huamanga es una manifestación artística característica de Ayacucho.

## Geología
Es una formación geológica sedimentaria de origen volcánico peruano, de color blanco y a veces, con tonalidades tenues que van del gris o plomo al sepia. Es un sedimento de origen volcánico técnicamente conocido como piedra de alabastro, material constituido por sulfato cálcico hidratado (SO4Ca - 2H2O). En Ayacucho los depósitos calcáreos que dieron origen a este tipo de piedra se formaron a lo largo del Triásico Superior y fueron posteriormente metamorfoseados como consecuencia de las compresiones ocurridas durante el Cretáceo. En el Cusco y en todo el Altiplano andino, incluyendo Bolivia, a esta piedra se la llamó belenguela o berenguela y fue empleada para la elaboración de piezas utilitarias, como morteros, o litúrgicos, como pilas bautismales. Otra variedad de este alabastro es conocida como "piedra del lago" y se encuentra en Puno, cerca del lago Titicaca.

## Yacimientos
Los yacimientos de alabastro, explotados en canteras cercanas a la ciudad de Huamanga, se presentan de manera natural en forma de bolos con medidas comprendidas entre 40 y 150 centímetros de diámetro aproximadamente o en forma de vetas que afloran a la superficie o se adentran en la tierra. Las características propias del alabastro, entre las que destacan su fácil maleabilidad (la dureza de la piedra oscila entre 2,2 y 2,7 en la escala de Mohs), su color blanquecino (debido a su estructura criptocristalina de grano fino) y su exclusividad, hacen de cada piedra un original irrepetible que está predominantemente destinado a ser utilizado como objeto decorativo, contribuyendo, por su naturaleza, a exaltar la belleza del lugar donde es expuesto.
Aunque existen canteras de alabastro en diversas regiones del Perú, en Ayacucho mismo, existen yacimientos también en la provincia de Cangallo, a unas leguas de Pomabamba y en Chacolla, es en Huamanga donde se desarrolló desde la colonia una escuela escultórica (influenciada por talladores españoles de Navarra y Aragón) que supo aprovechar las cualidades del material para elaborar diversos objetos decorativos y de culto. De allí que con el paso del tiempo empezase a conocérsela como Piedra de Huamanga. Popularmente era también conocida como "niño rumi", "piedra de Niño", porque con ella se hacían los "Manuelitos" para los Nacimientos.
Existe piedra de Huamanga de diversas calidades. Ahora se aprecia más la blanca, pero la translúcida servía antes para fabricar placas delgadas que a modo de vidrio se usaban en las ventanas y tragaluces de los templos y algunas mansiones, como puede verse en Ayacucho, Arequipa y Cuzco. La luz filtrada por estas placas tiene un color ámbar tenue muy cálido, que invita al recogimiento. A veces la piedra presenta inclusiones negras, las cuales pueden aprovecharse para darle vida a la figura.

## Historia

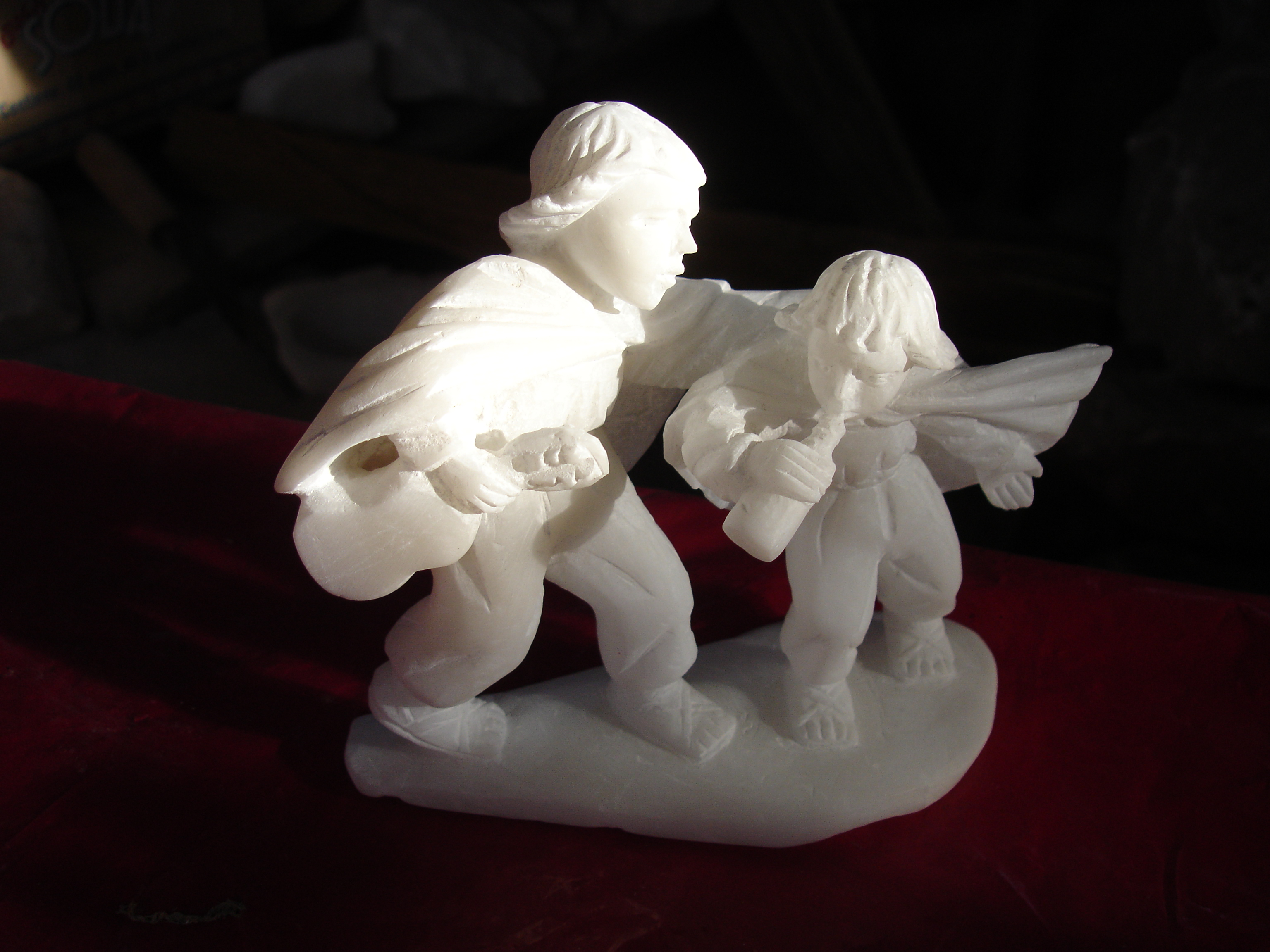
Estatuillas en piedra de Huamanga.

Al parecer, antes de la época virreinal no existió la actividad de la talla de piedra de Huamanga sino que fue con los artistas y artesanos ibéricos que se inició en Huamanga el tallado de este alabastro, entre fines del siglo XVI y comienzos del XVII.  En una “relación de la ciudad de Guamanga y sus términos” escrita en 1586, se encuentran referencias de la existencia de canteras de piedra de Huamanga pero no de su uso.
Otra información de 1626 del cronista Bernabé Cobo da cuenta de la manufactura de esculturas con dicha piedra: “En la diócesis de Guamanga hay un gran cerro lleno de vetas de finísimo alabastro blanco como la nieve, de que se labran imágenes en bulto pequeñas, muy curiosas y estimadas dondequiera que las llevan; y es tan blanda esta piedra, que remojada en agua la labran con un cuchillo”. Aparentemente fueron los imagineros de los retablos y altares de iglesias del siglo XVI los que dieron inicio a esta manifestación artística.
Durante la colonia la mayoría de los objetos que se elaboraban con piedra de Huamanga eran religiosos: nacimientos, Vírgenes, Cristos, santos, figuras para los cajones de San Marcos, y se solían colorear o dorar. Después, a fines del siglo XVIII, aparecen los objetos decorativos, figuras de mujer, camafeos, figuras de animales, grupos galantes al gusto de la época y a semejanza de las figurillas de biscuit, etc., con presencia cada vez más discreta del color.
En la evolución artística del tallado en piedra de Huamanga se presentan tres etapas. La época virreinal o de apogeo en la que predomina la temática religiosa (nacimientos, calvarios, vírgenes, cristos, santos, Niño Jesús, etc.). Las obras se cubren con un estofado de pan de oro y se emplea la técnica de la encáustica. También existieron en menor proporción obras profanas para decorar los salones.
En el siglo XIX se produce, para algunos investigadores, la etapa de la decadencia debido al cambio de la ruta terrestre Lima-Huamanga-Cusco que al mismo tiempo generó un cambio de clientela. Pero para otros estudiosos en este período se da el auge de las artes populares, se afirma en importancia una iconografía caracterizada por temas profanos y disminución del tamaño de las esculturas. Después de la Independencia proliferaron los motivos de escudos peruanos, soldados galantes, alegorías a la Patria y a la Libertad, indígenas portando la primera bandera creada por San Martín; aparecieron temas populares costumbristas de la sociedad ayacuchana como los músicos tocando instrumentos musicales de la región, pastores, fruteros, floristas, nacimientos y sobre todo se desarrolló el género del retrato. La encáustica se fue abandonando poco a poco, para finalmente dejar las esculturas con el color natural de la piedra.
Después, en el siglo XIX, predomina la piedra pulida, sin color, y en la actualidad se utiliza sobre todo la muy blanca y se hacen objetos sobre todo para los turistas: pequeños nacimientos acomodados en una piedra hueca en forma de huevo, figuras de animales, de escenas rurales, etc. También se hacen fuentes para jardines y algunos objetos utilitarios.
En las primeras décadas del siglo XX esta expresión artística va decayendo en producción y calidad debido a la progresiva desaparición de los arrieros y por tanto por la reducción del mercado. Sin embargo, no llegó a extinguirse por la intervención de los artistas indigenistas, quienes al revalorarlo crearon un nuevo mercado en las ciudades. Los nuevos consumidores fueron los intelectuales, amantes del arte popular, coleccionistas y turistas. Desde 1960, con la afluencia de turistas y exportaciones artesanales, la producción aumentó. Se continuaron desarrollando los temas costumbristas y religiosos. Nacen algunos artistas innovadores, incluyendo en su trabajo temas históricos y regionales como el afamado maestro don Paulino Vera Sulca. Las obras se caracterizaron por ser de reducidas dimensiones y sin policromía.